# Teatro Eslava
El Teatro Eslava va ser una sala de teatre de Madrid, situada al carrer Arenal. Promogut per l'empresari Bonifacio Eslava, germà del músic Hilarión Eslava, va ser dissenyat i construït per l'arquitecte Bruno Fernández de los Ronderos. El Teatro Eslava va ser inaugurat el 30 de setembre de 1871. Tenia una capacitat de 1.200 espectadors.
Fou reformat el 1950 i 1979. Actualment, el teatre s'ha reconvertit en la discoteca Joy Eslava.